# Percepção extrassensorial
A percepção extrassensorial (PES), também chamada de sexto sentido, é uma alegada habilidade paranormal referente à recepção de informações não adquiridas através dos sentidos físicos reconhecidos, mas percebidas com a mente. O termo foi adotado pelo psicólogo J. B. Rhine, da Universidade Duke, para denotar habilidades psíquicas como intuição, telepatia, psicometria, clarividência, clariaudiência, clarisensciência, empatia e sua operação transtemporal como precognição ou retrocognição.
A segunda visão é uma forma de percepção extrassensorial, pela qual uma pessoa percebe informações, na forma de uma visão, sobre eventos futuros antes que eles aconteçam (precognição), ou sobre coisas ou eventos em locais remotos (visão remota). Não há evidências científicas de que a segunda visão exista. Relatos de segunda visão são conhecidos apenas a partir de evidências anedóticas. A segunda visão e a PES são classificadas como pseudociências.

## História

As cartas de Zener foram usadas pela primeira vez na década de 1930 para pesquisas experimentais em ESP

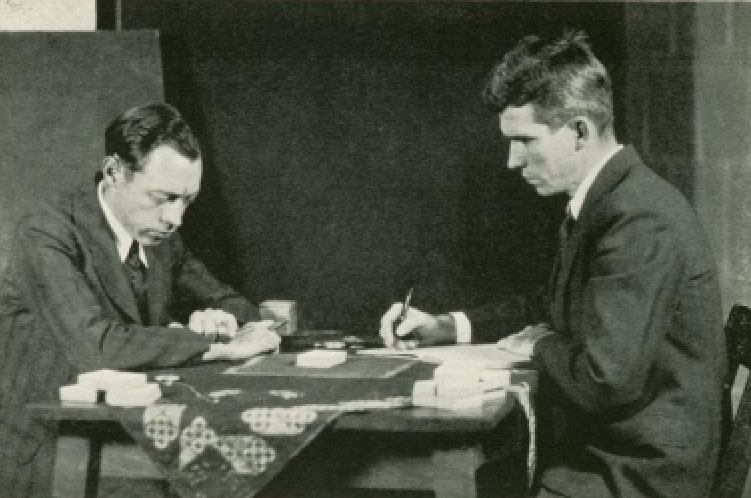
Hubert Pearce com J. B. Rhine.

Na década de 1930, na Universidade Duke, na Carolina do Norte, J. B. Rhine e sua esposa Louisa E. Rhine conduziram uma pesquisa sobre percepção extrassensorial. Enquanto Louisa Rhine se concentrava em coletar relatos de casos espontâneos, J. B. Rhine trabalhava principalmente no laboratório, definindo cuidadosamente termos como PES e psi e projetando experimentos para testá-los. Foi desenvolvido um conjunto simples de cartões, originalmente chamados de cartas de Zener – agora chamados de cartões ESP. Eles carregam os símbolos círculo, quadrado, linhas onduladas, cruz e estrela. Há cinco de cada tipo de cartão em um pacote de 25.
Em um experimento de telepatia, o "remetente" olha para uma série de cartas enquanto o "receptor" adivinha os símbolos. Para tentar observar a clarividência, o baralho de cartas é escondido de todos enquanto o receptor adivinha. Para tentar observar a precognição, a ordem das cartas é determinada depois que as suposições são feitas. Mais tarde, ele usou dados para testar a psicocinese.
Os experimentos de parapsicologia em Duke provocaram críticas de acadêmicos e outros que desafiaram os conceitos e as evidências da PES. Vários departamentos de psicologia tentaram, sem sucesso, repetir os experimentos de Rhine. W. S. Cox (1936) da Universidade de Princeton, com 132 indivíduos, produziu 25.064 tentativas em um experimento ESP de baralho. Cox concluiu: "Não há evidência de percepção extrassensorial no 'homem médio' ou no grupo investigado ou em qualquer indivíduo particular desse grupo. A discrepância entre esses resultados e os obtidos por Rhine se deve a fatores incontroláveis no procedimento experimental ou à diferença nos assuntos." Quatro outros departamentos psicológicos não conseguiram replicar os resultados de Rhine.
Em 1938, o psicólogo Joseph Jastrow escreveu que muitas das evidências de percepção extrassensorial coletadas por Rhine e outros parapsicólogos eram anedóticas, tendenciosas, duvidosas e o resultado de "observação defeituosa e fragilidades humanas familiares". Os experimentos de Rhine foram desacreditados devido à descoberta de que vazamento sensorial ou trapaça poderiam explicar todos os seus resultados, como o sujeito ser capaz de ler os símbolos do verso das cartas e ser capaz de ver e ouvir o experimentador para notar pistas sutis.
Na década de 1960, os parapsicólogos tornaram-se cada vez mais interessados nos componentes cognitivos da PES, na experiência subjetiva envolvida nas respostas de PES e no papel da PES na vida psicológica. Isso exigia procedimentos experimentais que não se limitassem à metodologia de escolha forçada preferida de Rhine. Tais procedimentos incluíram experimentos de telepatia onírica e os experimentos ganzfeld (um procedimento de privação sensorial suave).
A segunda visão pode ter sido originalmente assim chamada porque a visão normal era considerada como vindo primeiro, enquanto a visão supranormal é uma coisa secundária, confinada a certos indivíduos. An dà shealladh ou "as duas vistas", que significa "a visão do vidente", é a forma como os gaélicos se referem à "segunda vista", a capacidade involuntária de ver o futuro ou eventos distantes. Existem muitas palavras em gaélico para os vários aspectos da segunda visão, mas an dà shealladh é o mais reconhecido por falantes não gaélicos, embora, estritamente falando, não signifique realmente segunda visão, mas sim "duas vistas".